# Titanosauridae
 Titanosauridae  es una familia de dinosaurios saurópodos creada por Lydekker en 1895 a partir de un ejemplar muy pobre de titanosaurio, estos restos son considerados hoy nomen dubium y no sirven para erigir un clado. Se recomienda el uso de Lithostrotia en su lugar.
Se lo definía como epactosaurio, saltasaurio, su ancestro común más cercano y todos sus descendientes.